# Eustachy Januszkiewicz
Eustachy Januszkiewicz (ur. 26 listopada 1805 na Mińszczyźnie, zm. 27 sierpnia 1874 w Paryżu) – polski pisarz, wydawca, publicysta i księgarz. Brat Adolfa.

## Życiorys
Ukończył prawo na Uniwersytecie Wileńskim (Wydział Prawa). Walczył w powstaniu listopadowym, po nim wyemigrował do Paryża. Wydawał tam „Pielgrzyma Polskiego” i „Młodą Polskę”. Współzałożyciel Księgarni i Drukarni Polskiej oraz Towarzystwa Litewskiego i Ziem Ruskich, do członkostwa w którym rekomendował Adama Mickiewicza. Od 1856 członek Komitetu Wydawniczego Towarzystwa Historyczno-Literackiego w Paryżu.

## Twórczość
- Stan nauk i literatury we Francji za panowania Ludwika XIV-go. Wilno, 1825.
- Kilka słów o Drukarni Polskiej. Paryż, 1835.
- Ostatnie chwile Joachima Lelewela. Poznań, 1861[2]. Wyd. nast.: wyd. 2 Paryż, 1862; wyd. 3. Poznań, 1863. (nie podpisany na druku; współautor S. Gałęzowski).
- Krótki wykład historii i jeografii polskiej. Paryż, 1866[3]. (nie podpisany na druku; współautor F. Wrotnowski).
- Wspomnienia z czasu oblężenia Paryża. Kraków, 1871[4].

## Prace edytorskie
- Polacy w Oporto. Paryż, 1833.
- A. Mickiewicz: Kurs trzecioletni (1842-1843) literatury słowiańskiej wykładanej w Kolegium francuskim. Paryż, 1844.
- A. Mickiewicz: Kurs czwartoletni (1843-1844) literatury słowiańskiej wykładanej w Kolegium Francuskim. Paryż, 1845.
- A. Mickiewicz: Pisma. Wydanie zupełne. T. 1-11. Paryż, 1860-1861.
- A. Januszkiewicz: Listy ze stepów i Dziennik podróży po Syberii. Żywot Adolfa Januszkiewicza i jego listy ze stepów kirgizkich. Berlin, 1861.

Współwydawca: F. Wrotnowski.
- J Lelewel: Polska, dzieje i rzeczy jej rozpatrywane. T. 17-18; Rozbiory dzieł obejmujących albo dzieje, albo rzeczy polskie różnych czasy. T. 1-2. Poznań, 1865[5].

## Życie prywatne
Jego żoną była Eugenia hrabianka Larysz, która zmarła 5 czerwca 1892.